# Setge de Bàssora
El setge de Bàssora, operació Karbala 5 (persa: عملیات کربلای 5), operació Gran Collita (en àrab الحصاد الاكبر, al-Ḥaṣād al-Akbar) o 6a batalla de Bàssora va ser una operació ofensiva duta a terme per Iran per intentar capturar la ciutat portuària iraquiana de Bàssora a principis de 1987, durant la guerra Iran-Iraq. Aquesta batalla, que provocà nombroses baixes, va ser una de les batalles més grans de la guerra i va assenyalar el començament del final de la guerra. Els iranians no van aconseguir el seu objectiu.

## Batalla
L'operació Karbala 5 va començar a mitjanit el 8 de gener de 1987, quan una força de xoc de 35.000 soldats de la Guàrdia Revolucionària van creuar el llac dels Peixos, mentre que quatre divisions iranianes van atacar per la riba sud del llac, desbordant les forces iraquianes i capturant el Duaiji, un canal de reg. Van utilitzar el cap de pont de Duaiji com a trampolí per recapturar la ciutat iraniana de Xalamxeh. Entre el 9 i el 10 de gener, els iranians van superar la primera i la segona línia de defensa de Bàssora al sud del llac dels Peixos amb forces blindades. Els iranians van reforçar ràpidament les seves forces amb 60.000 soldats i van començar a eliminar els restants iraquians de la zona.
Ja el 9 de gener, els iraquians van iniciar un contraatac, amb el suport dels nous avions Su-25 i Mig-29 i, el 10 de gener, van emprar totes les armes pesants disponibles per intentar expulsar els iranians. Tot i estar en una inferioritat aèria de 10 a 1, les defenses de l'Iran van abatre molts avions iraquians (45 en total), cosa que permeté a l'Iran proporcionar suport aeri proper amb una força aèria més petita, que també es va mostrar superior en el combat aeri, provocant l'aturada temporal dels iraquians. Els tancs iraquians van quedar empantanegats en el terreny pantanós i van ser derrotats per helicòpters Cobra i els comandos antitanc equipats amb míssils TOW. Més endavant, després que les forces terrestres patissin força baixes per la manca de suport aeri, els avions iraquians van tornar al camp de batalla, enfrontant-se als seus homòlegs iranians.
Malgrat les tàctiques superiors de la infanteria iraniana, la profunditat de les defenses iraquianes va impedir que els iranians aconseguissin una victòria. Del 19 al 24 de gener, l'Iran va llançar una altra ofensiva d'infanteria, trencant la tercera línia de defensa i fent retirar els iraquians a través del riu Jasim. La batalla es va convertir en una carrera per aportar reforços. El 29 de gener, els iranians van llançar un nou atac des de l'oest del riu Jasim i van superar la quarta línia defensiva; eren a 12 km de la ciutat. La batalla es va quedar en punt mort; els iranians no van poder avançar més. Les pèrdues iranianes van ser tan greus que l'Iraq va emprendre l'ofensiva i va fer recular els iranians, limitant-los a la zona de Xalamxah. Els combats van continuar i 30.000 iranians encara van mantenir les posicions al voltant del llac dels Peixos. La batalla va passar a ser una guerra de trinxeres, on cap de les dues parts va poder fer moure l'altra. L'Iran va atacar diverses vegades més però sense èxit. Karbala 5 va acabar oficialment a final de febrer, però els combats i el setge de Bàssora van continuar.